# Roman Bulczyński
Roman Bulczyński (ur. 2 sierpnia 1937 w Chodzieży, zm. w marcu 2021) – polski robotnik, uczestnik wydarzeń czerwcowych w 1956, oskarżony w tzw. "procesie dziesięciu". 
Brał czynny udział w trakcie Poznańskiego Czerwca w 1956. Rozbrajał posterunek Milicji Obywatelskiej przy ul. Krzyżowej na Wildzie. Za swoją działalność aresztowano go 3 lipca 1956. Był jednym z oskarżonych w tzw. „procesie dziesięciu”. Został oskarżony o gwałtowny zamach na funkcjonariuszach Milicji Obywatelskiej [...], rozbicie i ograbienie z broni palnej i sprzętu wojskowego magazynu Studium Wojskowego przy Wyższej Szkole Rolniczej, zatrzymywanie pociągów oraz "posiadanie bez zezwolenia broni palnej".  Jego obrońcą był Stanisław Hejmowski (wyrok w tej sprawie nigdy nie zapadł). Wypuszczono go z więzienia 23 października 1956.
Wspierał Muzeum Powstania Poznańskiego - Czerwiec 1956, m.in. działał na rzecz edukacji o wydarzeniach czerwcowych.
W 2016 otrzymał Krzyż Wolności i Solidarności przyznany przez prezydenta Andrzeja Dudę.